# Protoavis
Protoavis texensis is de binominale naam voor een uitgestorven diersoort uit het Trias die volgens zijn ontdekker Sankar Chatterjee de oudst bekende vogel is, namelijk wel zo'n zeventig miljoen jaar ouder dan alle andere ontdekte vogels. De meeste paleontologen beschouwen Protoavis echter niet als een geldige soort maar denken dat het een samenraapsel is van beenderen van drie of meer verschillende diersoorten — waaronder geen enkele vogel.
Het vermeende bestaan van een vogel uit het Trias, bekendgemaakt in 1986, is door anderen dan Chatterjee gebruikt om de gebruikelijke denkbeelden over de oorsprong van de vogels aan te vallen, met name de hypothese dat vogels dinosauriërs zijn, zodat het vraagstuk van de echtheid van Protoavis in de jaren tachtig en negentig tot een grote controverse heeft geleid. Tegenwoordig wordt die echtheid door bijna niemand meer verdedigd behalve door Chatterjee zelf.

## Een opzienbarende vondst
Chatterjee, een paleontoloog die in India geboren is, maar thans in Texas werkt, ontdekte het fossiele materiaal vanaf juni 1973 in de Post Quarry in de panhandle van Texas. In 1986 werd er voor het eerst over gepubliceerd en toen duidde Chatterjee het aan als een jong van de theropode dinosauriër Coelophysis. Datzelfde jaar nog veranderde hij echter van mening. Hij werkte toen met een vaste toelage van National Geographic en op hun vraag of zijn onderzoek nog interessante zaken had opgeleverd, gaf hij aan te vermoeden dat de vondst een vogel betrof. National Geographic liet daarop de gezaghebbende paleontoloog John Ostrom de fossielen bekijken. Na een inspectie van een uur concludeerde Ostrom dat als de botten inderdaad correct door Chatterjee geïdentificeerd waren, het om een vogel zou kunnen gaan. Daarna bracht National Geographic de zaak onder de aandacht van de internationale pers. Chatterjee kondigde in augustus 1986 in een interview met The New York Times aan de oudste bekende vogel gevonden te hebben.
Die bewering baarde veel opzien. De lagen waar de vondsten gedaan zijn, de Bull Canyon-formatie van de Dockumgroep, stammen uit het Carnien-Norien van het late Trias. Ze zijn daarmee 215 miljoen jaar oud, maar liefst 65 miljoen jaar ouder dan de Oervogel, Archaeopteryx. Chatterjee ging indertijd uit van een nog hogere ouderdom van 225 miljoen jaar. Toch betrof zijn vondst volgens Chatterjee een vogel, zelfs al verder ontwikkeld dan Archaeopteryx zelf.
Als dat waar zou zijn, zo gaf Chatterjee zelf meteen al aan, zet het de denkbeelden over de oorsprong van de vogels op zijn kop, daar volgens de gangbare theorieën de vogels pas veel later van de dinosauriërs afstammen, ongeveer 155 miljoen jaar geleden. Protoavis heeft nauwelijks de tijd gehad om van de dinosauriërs af te stammen, daar hij ongeveer tegelijk met de eerste dinosauriërs leefde. Chatterjee zelf is overigens wel aanhanger van de theorie dat vogels dinosauriërs zijn. Omdat Protoavis volgens zijn beschrijving erg geavanceerd is, zou er een verborgen ontwikkelingslijn tot in het vroege Trias moeten lopen, hoewel er zelfs geen onomstreden voetsporen van dinosauriërs uit die periode bekend zijn. Dit zou ook betekenen dat een belangrijk deel van de evolutie der Theropoda zich al in het Trias zou hebben afgespeeld: alle belangrijke groepen zouden zich dan al moeten hebben afgesplitst.

## Naamgeving en fossiel materiaal
Chatterjees claim kreeg al meteen veel kritiek te verduren. John Ostrom betwijfelde al in 1987 of het bij nader inzien wel echt om een vogel ging. Dat weerhield Chatterjee er uiteindelijk niet van de soort in 1991 formeel te benoemen als Protoavis texensis. De geslachtsnaam, die hij al vermeld had in het interview uit 1986, en in een korte beschrijving van de schedel in 1987, betekent 'eerste vogel'; de soortaanduiding verwijst naar de herkomst uit Texas.
Het holotype van de soort heeft het inventarisnummer TTU P 9200. Het bestaat uit een losse verzameling beenderen die Chatterjee interpreteert als afkomstig van een enkel skelet van een dier ter grootte van een kraai. De beenderen lagen niet in verband dus geen enkel bot is in articulatie met een ander bot gevonden. Ze bestaan uit skeletelementen die door aaseters of water verspreid zijn geraakt en min of meer bij elkaar zijn afgezet. Tijdens dat proces zijn ze tamelijk sterk geërodeerd wat hun identificatie extra bemoeilijkt. Ze zijn tijdens de preparatie volledig uit het omvattende gesteente bevrijd en daarna met behulp van gips en epoxyhars gerestaureerd, waarbij Chatterjee ontbrekende delen en beschadigingen aanvulde uitgaande van de gedachte dat het om een vogel zou gaan.
Chatterjee wees in 1991 een tweede vondst als paratype aan: specimen TTU P 9201. Ook hier ging het weer om een verzameling losse botten die ten dele de elementen van het holotype dupliceerden, ten dele aanvulden. Bij elkaar vertegenwoordigden de vondsten een belangrijk deel van het mogelijke skelet; naar Chatterjees eigen schatting zo'n tachtig procent van de skeletelementen.
In 1995 wees Chatterjee nog een dertigtal los gevonden beenderen, van verschillende individuen, aan de soort toe. Het gaat om de specimina TTU P 9350-9380. Hiervoor gaf hij overigens geen rechtvaardiging, dat wil zeggen: hij wees geen kenmerken aan in de nieuwe fossielen die overeenkwamen met die van de eerdere vondsten.
Chatterjee zelf heeft in 1997 een lijvig boekwerk over Protoavis laten verschijnen: The Rise of Birds. Hierin staan vele tekeningen van zijn interpretatie van het fossiel, maar geen foto's van de botten zelf en geen analyse van hoe hij tot die interpretatie is gekomen.

## Interpretatie van het materiaal

### Chatterjee:Protoavisis een vogel en een dinosauriër
Chatterjee zelf neemt aan dat Protoavis zich hoger dan Archaeopteryx op de stamboom bevindt, op grond van een door hemzelf uitgevoerde cladistische analyse die later sterk bekritiseerd zou worden omdat er te veel weinig kenmerken en soorten in waren meegenomen. In 1991 zag hij de soort als een zeer basale vogel; in 1999 minder basaal, als een lid van de Ornithothoraces.
Deze opvatting heeft hij willen ondersteunen door het aangeven van typische vogelkenmerken die de soort zou bezitten. Sommige daarvan zijn zeer vogelachtig. Het postorbitale is afwezig zodat de oogkas doorloopt tot in het onderste slaapvenster. Het quadratum heeft cotylen voor een gewrichtsverbinding met het pterygoïde en met het quadratojugale, condylen voor een verbinding met de onderkaak. De vorm van het basisfenoïde, de schouderbladen en de sleutelbeenderen zou identiek aan die van basale vogels zijn. Het borstbeen heeft groeven voor de verbinding met de ravenbeksbeenderen en een richel op de middenlijn. De ellepijp heeft papillae ulnares voor de aanhechting van slagpennen en zulke knobbels bevinden zich ook op de middenhand. Het schaambeen steekt naar achteren. Het darmbeen is vergroeid met het zitbeen. In het heupgewricht heeft het zitbeen de versterkende antitrochanter, een teken dat de dijbeenderen opgetrokken werden gehouden als bij de vogels. Het scheenbeen is vergroeid met de enkel. Van juist deze kenmerken echter kon in 2001 door een onafhankelijk onderzoek door Lawrence Witmer die bij wijze van uitzondering de fossielen direct mocht inspecteren, er niet één bevestigd worden.
Sommige andere kenmerken bleken Witmer wel aanwezig te zijn. Het squamosum raakt het quadratojugale en het postorbitale niet. De halswervels hebben ruime ruggenmergkanalen, zadelgewrichten en goed ontwikkelde hypapofysen. Het ravenbeksbeen is langwerpig, balkvormig en bezit procoracoïde en acrocoracoïde uitsteeksels.

### Paul:Protoavisis een nabootser van vogels
In 1988 bedacht Gregory S. Paul een mogelijke verklaring voor de overeenkomsten van Protoavis met vogels die niet de hele stamboom overhoop zou halen: het dier zou een bird mimic, vogelnabootser, zijn geweest, een vroege aftakking in de fylogenie van de dinosauriërs die in een proces van convergente evolutie het vermogen tot vliegen zou hebben ontwikkeld. Paul dacht daarbij aan een lid van de Herrerasauridae. Een verwante gedachte is geopperd door George Olshevsky die in zijn Birds Came First-hypothese ook aannam dat een bouwwijze als die van de vogels al veel eerder dan de echte vogels zou zijn geëvolueerd maar dan niet als geïsoleerd verschijnsel maar als dominante morfologie van de hoofdstam van de dinosauriërs of zelfs nog ruimere groepen. Protoavis zou dan een van de weinige concrete aanwijzingen hiervoor zijn.

### BAND:Protoavisis een vogel maar geen dinosauriër
Er is een kleine groep paleontologen die de hypothese afwijst dat vogels dinosauriërs zijn: de BAND (Birds Are Not Dinosaurs). Voor de BANDits is het bestaan van Protoavis niet problematisch: ze gaan al uit van een zeer vroege herkomst van de vogels en omdat ze deze geen dinosauriërs achten, schept zo'n vroege oorsprong ook geen verborgen dinosaurische ontwikkelingslijnen. Het is daarom ook niet verwonderlijk dat sommigen hunner, zoals de Rus Evgeni Koerotsjkin, Protoavis als oudste bekende vogel hebben verwelkomd. In 1995 bevestigde Koerotsjkin, nadat hij zelf de vondsten mocht onderzoeken, zijn oordeel dat het om een vogel zou gaan. Het materiaal van Protoavis is echter zo dubieus dat ook de meeste BANDits, zoals Alan Feduccia, de geldigheid van het taxon afwijzen.

### Heersende leer:Protoavisis een chimaera

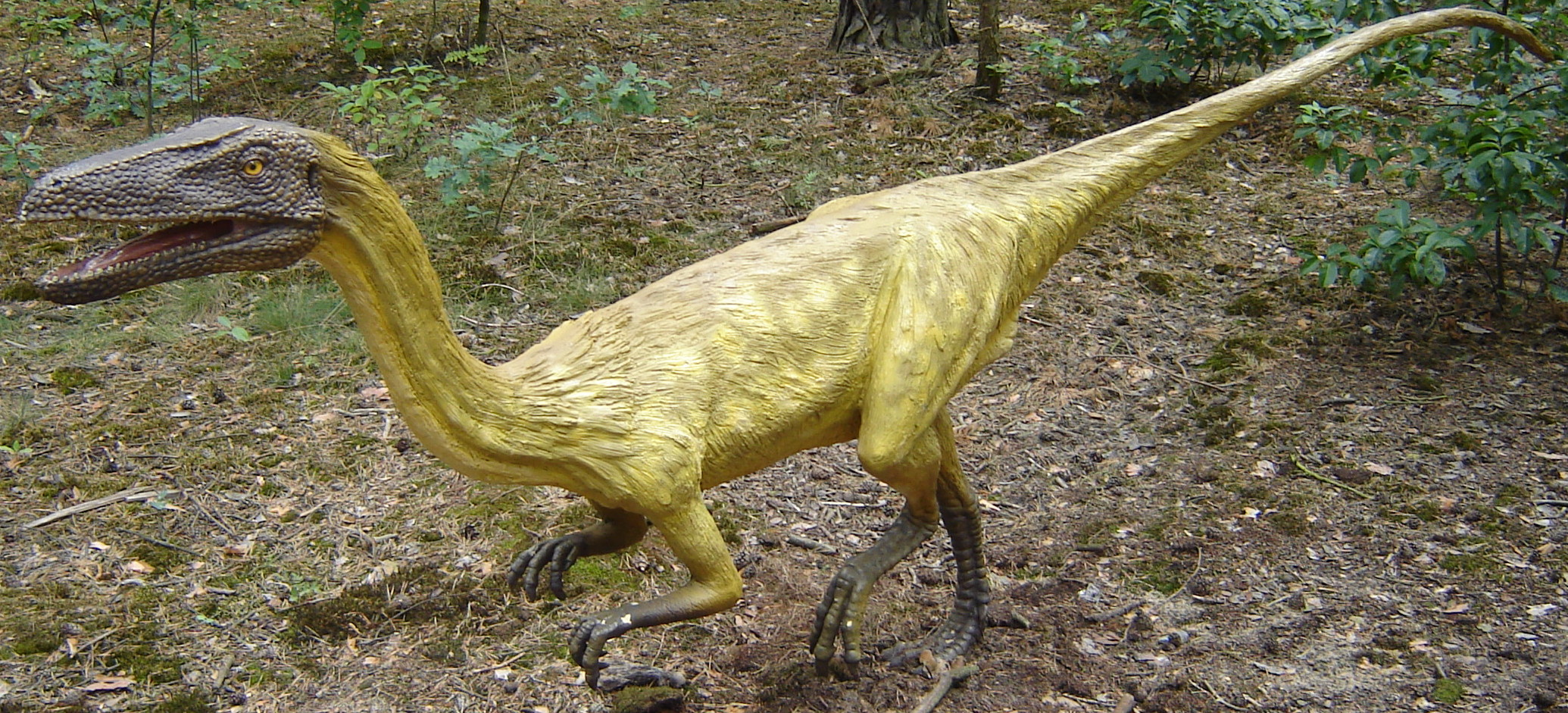
Protoavis is een combinatie van materiaal van een coelophysoïde...

Chatterjee nam na zijn publicatie in 1991 aan dat hij een overtuigend bewijs had geleverd dat Protoavis de status van vogel zou bezitten.
Sommige paleontologen gaven hem het voordeel van de twijfel, zoals in 1994 Dieter Stefan Peters, maar de typische reactie was sterk afwijzend, waarbij vooral veel kritiek was op de beperkte toegang tot de fossielen.
De algemene conclusie dat Protoavis helemaal geen vogel of directe vogelvoorouder was, riep de vraag op wat dan wel de aard was van de, immers op zich wel degelijk authentieke, fossielen. Een dergelijke alternatieve verklaring werd bemoeilijkt door het ontbreken van een in verband liggend skelet. Het holotype werd al in de jaren tachtig door Timothy Rowe omschreven als een real roadkill, de Amerikaanse term voor een platgereden dier, maar het hoofdprobleem is niet zozeer de verstrooiing van de skeletelementen als het ontbreken van een documentatie van de positie waarin ze gevonden zijn zodat een mogelijke samenhang niet meer kan worden vastgesteld. Dit maakt het noodzakelijk om van ieder element afzonderlijk de identiteit te bepalen. Het resultaat van dit proces bevestigt een al meteen door critici geopperd vermoeden dat de vondst een zogenaamde 'chimaera' betreft: een samengeraapt geheel van botten van dieren van verschillende soorten.

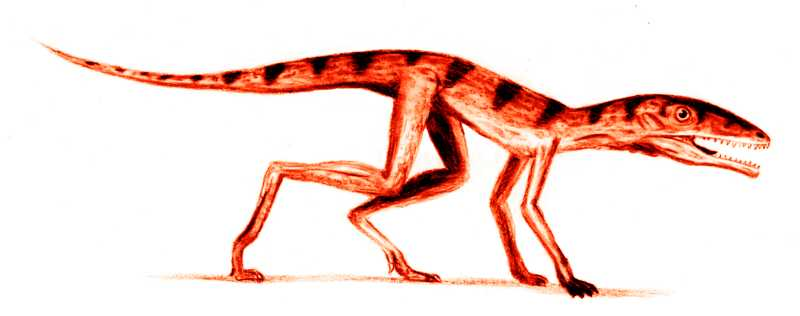
...een basale pterosauromorf...

Chatterjee dacht zelf al eerst dat het om een exemplaar van Coelophysis ging; tegenwoordig wordt van de hersenpan algemeen aangenomen dat die van een of andere kleine coelophysoïde theropode afkomstig is — eigenschappen die op een meer afgeleide coelurosauriër leken te wijzen bleken later ook bij meer basale soorten voor te komen. Dezelfde theropode afkomst zou waar kunnen zijn voor de ledematen, waarbij het Paul Sereno al opviel dat de door Chatterjee beschreven hand in feite een voet is. Momchil Atanassov meent echter dat deze delen van een basaal lid van de Pterosauromorpha komen, waaronder een zitbeen dat Chatterjee oorspronkelijk als een borstbeen beschreef en later als een vomer; dit zou verklaren waarom deze elementen zo klein zijn terwijl jonge theropoden zelden worden gevonden — dit past echter weer slecht bij het feit dat de wel theropode hersenpan ook zo klein is. De halswervels van Protoavis maakten een zeer vogelachtige indruk omdat ze heterocoel zijn, dus met zadelvormige uiteinden. In 2002 echter wees Paul erop dat de Drepanosauridae gelijksoortige wervels hebben en dat de drepanosauride Dolabrosaurus uit de formatie bekend is. Een drepanosauride oorsprong nam Paul ook voor de vogelachtige elementen in de schedel aan, zoals het quadratum en het squamosum.

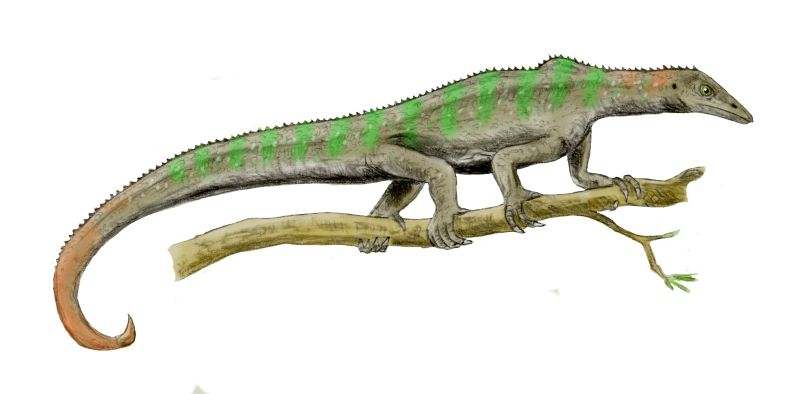
...en een drepanosauride...

Het lijkt er dus op dat Protoavis een mengeling is van minstens twee en misschien wel drie of meer soorten. Van het voorste deel van de schedel en de staartwervels is nog niet duidelijk om wat voor een soort dier het gaat. Gemeenlijk wordt aangenomen dat het geen vogel zal zijn.
Terwijl aldus slechts het vreemd kleine ravenbeksbeen als vogelachtig element onverklaard blijft, ontbreken in het materiaal belangrijke gedeelde nieuwe kenmerken, synapomorfieën, van de vogels of meer omvattende theropode groepen: secundaire luchtholten in het bovenkaaksbeen, een halvemaanvormige vergroeiing van de polsbeenderen, een drievingerige hand met lange vingers en het typische eumaniraptore bekken. Het is de afwezigheid hiervan die het zo onwaarschijnlijk maakt dat het om een vogel zou gaan.
Dat Protoavis niet echt bleek maar tot op de dag van vandaag wel door Chatterjee verdedigd bleef worden, heeft zijn reputatie geen goed gedaan maar uiteindelijk ook weer geen zeer ernstige consequenties gehad voor zijn carrière. Een gezaghebbend paleoörnitholoog als Luis María Chiappe vond de interpretatiefouten vergeeflijk gezien het op het oog vogelachtige karakter van het slaapvenster en de zadelvormige halswervels. Wel verweet men Chatterjee een neiging om gebrekkige vondsten veel te spectaculair te willen duiden. Protoavis was daarvan niet het enige of eerste geval: in 1984 beweerde Chatterjee van de door hem benoemde Technosaurus dat het het oudst bekende basale lid van de Ornithischia was — later bleek ook dit een chimaera te zijn. In 1993 stelde hij bij de benoeming van Shuvosaurus zelfs dat het een lid van de Ornithomimidae was en daarmee honderd miljoen jaar ouder dan enige andere bekende ornithomimide. Vervolgonderzoek toonde aan dat het om een lid van de Poposauridae ging. De populairwetenschappelijke schrijver Donald Lessem heeft gesuggereerd dat het genereren van publiciteit een belangrijk motief voor Chatterjee geweest is, aangezien de financiering van zijn onderzoek bij de Texas Tech University afhankelijk was van particuliere giften.